# Christy Jenkins
Christy Jenkins, également connue comme étant l'une des membres « de l'ultime pouvoir », est un personnage fictif apparaissant dans un second rôle crucial dans la série télévisée Charmed au cours de la huitième saison. Elle est jouée par l'actrice Marnette Patterson. Christy est la sœur aînée de Billie Jenkins. Elle a été enlevée quand elle avait dix ans à son domicile par des démons car elle était avec Billie l'ultime pouvoir. 
Christy possède deux très rares et convoités pouvoirs magiques : la télépathie et pyrokinésie. Son pouvoir télépathique lui permet d'entendre les pensées et de dialoguer. Comme La Source, elle peut l'utiliser pour communiquer entre les dimensions mentales, maintenir le contact avec ses sbires démoniaques. Son pouvoir pyrokinésique lui permet de déclencher des incendies à volonté où elle souhaite et elle peut aussi créer des boules de feu dont la puissance peut être augmentée avec l'Ultime Pouvoir pour détruire des ennemis invincibles, notamment les sœurs Halliwell.

## Histoire

### Enfance
Christy Jenkins nait en 1984 de l'union Carl et Helen Jenkins. Sa grand-mère maternelle également sorcière et comme sa mère l'a expliqué à Billie, Christy étant également une sorcière. Quelques années plus tard, Christy est devenue une grande sœur lorsque Billie est née en 1986. Les deux sœurs avaient une relation fraternelle typique. Christy aimait faire en sorte que Billie se fasse gronder et se montrait déjà très sournoise, Carl et Helen ayant mis un certain temps à le comprendre. Helen expliqua à Billie que malgré tout, Christy l'adorait et que personne ne pouvait s'en prendre à elle sauf Christy. Il a été révélé que Christy se plaignait d'entendre des voix, indiquant par là que son pouvoir de Télépathie se développait.

#### Enlèvement
Enfant elle avait été enlevée à l'âge de dix ans. Lorsque Christy a été enlevée par le démon nommé Reinhardt, elle a été placée sous la surveillance des démons Scather. Ces derniers ont gardé Christy en sécurité dans les Enfers en attendant le retour de La Triade, un trio de puissants démons de niveau supérieur.
La Triade a orchestré l'enlèvement de Christy parce qu'ils savaient qu'elle et sa sœur devaient devenir de puissantes sorcières destinées à contrôler L'Ultime Pouvoir.

#### Retrouvailles avec Billie
Billie a retrouvé sa sœur Christy, qui a été tenue en captivité par des démons pendant plusieurs années,

#### L'Ultime Pouvoir
L'Ultime Pouvoir est le titre donné aux sœurs Jenkins, deux sœurs sorcières, Christy et Billie. En raison des manipulations de La Triade. Le titre s'est perdu lorsque Billie a du vaincre sa sœur par légitime défense.